# El juego de las llaves
El juego de las llaves ist eine mexikanische Fernsehserie, die von Marisa Quiroga geschaffen und von Amazon Prime Video, Pantaya und Corazón Films koproduziert wurde.
Die erste Staffel besteht aus 10 Episoden, die am 16. August 2019 auf Amazon Prime Video veröffentlicht wurden. Eine zweite und dritte Staffel wurden am 29. Januar 2020 bestätigt.
Die Serie folgt vier Paaren (dargestellt von Maite Perroni, Humberto Busto, Marimar Vega, Sebastián Zurita, Horacio Pancheri, Fabiola Campomanes, Hugo Catalán und Ela Velden), die seit Langem befreundet sind und die sich entschließen, ihre Partner zu wechseln. In den Folgen dieses Ereignisses muss sich jeder mit den Auswirkungen der getroffenen Entscheidung auf seine Beziehung und seiner persönlichen Auffassung von Sexualität auseinandersetzen.

## Besetzung
| Schauspieler       | Rollenname               |
| ------------------ | ------------------------ |
| Maite Perroni      | Adriana „Adri“ Romero    |
| Sebastián Zurita   | Sergio Morales           |
| Marimar Vega       | Gabriela „Gaby“ Albarrán |
| Humberto Busto     | Óscar Romero             |
| Horacio Pancheri   | Valentín Lombardo        |
| Hugo Catalán       | Leonardo „Leo“ Cuevas    |
| She Velden         | Siena                    |
| Fabiola Campomanes | Bárbara Cuevas           |

| Schauspieler        | Rollenname |
| ------------------- | ---------- |
| Mónica Maldonado    | Mica       |
| Helena Haro         | Carmen     |
| Manuel Vega         | Daniel     |
| Alejandra Toussaint | Aurelia    |
| Anahí Allué         | Amelia     |
| Mariel Molino       | Gala       |
| Sergio Perezcuadra  | Emiliano   |
| Luca Valentini      | Fidel      |
| Mauro González      | Polizist   |